# حقنة قاتلة

استخدام الحقنة القاتلة لعقوبة الإعدام في الولايات المتحدة الأمريكية.
ولاية تستخدم هذه الطريقة.
ولاية تستخدم هذه الطريقة بشكل رئيسي ولكنها تستخدم طرق آخرى أيضا.
ولاية استخدمت هذه الطريقة سابقا، ولكنها لا تفعل اليوم.
ولاية لم تستخدم هذه الطريقة أبدا.
- جيش الولايات المتحدة: فقط الحقنة القاتلة
- الحكومة الاتحادية: الحقنة القاتلة كطريقة رئيسية؛ تمتلك طرق ثانوية

الحقن القاتل (بالإنجليزية: Lethal injection) هي وسيلة إعدام مستخدمة في عدة دول، يتم فيها حقن المحكوم عليه بجرعات من مواد كيميائية تؤدي إلى الموت، ويمكن أن تستخدم هذه الوسيلة أيضا في القتل الرحيم واستخدمت في حالات انتحار.
في الولايات المتحدة يتم استخدام الحقن القاتل في الإعدام بمزج ثلاثة محاليل كيماوية وهي ثيوبنتال الصوديوم الذي يسبب فقدان الوعي، وكلوريد البوتاسيوم الذي يؤدي إلى توقف القلب، وروكورونيوم بروميد لإيقاف عملية التنفس.
وهذه الوسيلة وجهت لها انتقادات بسبب اتهامها بانها عقوبة قاسية وتسبب الكثير من الاَلام.

## التاريخ
الحقنة المميتة اكتسبت شعبية في أواخر القرن العشرين باعتبارها شكلا من أشكال الإعدام المقرر أن تحل محل الطرق الأخرى، لا سيما الكرسي الكهربائي، الشنق، الإعدام رميا بالرصاص، غرف الغاز وقطع رؤوس، التي كانت تعتبر أكثر إيلاما. وهي الآن الشكل الأكثر شيوعا للتنفيذ في  الولايات المتحدة الأمريكية.
الحقنة المميتة، والمعروفة باسم وضع شخص في وضع الموت، والتي اقترحت للمرة الأولى في 17 يناير عام 1888، من قبل يوليوس جبل بليير، وهو طبيب من نيويورك أثنى على كونها أرخص من الإعدام شنقا. فكرة بليير، مع ذلك، لم تستخدم قط. في الهيئة الملكية البريطانية كعقوبة إعدام (1949-1953) تعتبر الحقنة المميتة لذلك، ولكن في نهاية المطاف أستبعدت بعد الضغوط من الجمعية الطبية البريطانية (BMA). بعد نصف قرن، وضعت ألمانيا النازية برامج القتل الرحيم أكتيون تي4 كواحدة من أساليب التخلص من الحياة للذين لا يستحقون الحياة («الحياة لا يستحقون الحياة»).
في 11 مايو 1977 أوكلاهوما الطبيب الشرعي للدولة جاي تشابمان، اقترح طريقة جديدة، أقل إيلاما من الإعدام، والمعروفة باسم بروتوكول تشابمان: "إن العلاج عن طريق الوريد يجب أن يكون ابتدائا بتنقيط محلولا ملحيا في ذراع السجين، التي تكون أدخلت حقنة قاتلة تتكون من جرعة فائقة قصيرة من 
الباربيتورات في تركيبة مع مادة كيميائية تحدث الشلل. بعد العملية التي وافق عليها ستانلي دويتش، طبيب التخدير سابقا رئيس قسم التخدير في جامعة أوكلاهوما الطبية، القس بيل وايزمان وعرض الأسلوب في المجلس التشريعي أوكلاهوما، حيث مرت وما اتخذته بسرعة (العنوان 22، القسم 1014 (أ)). منذ ذلك الحين، حتى عام 2004، سبعة وثلاثين من ثمانية وثلاثين الدول باستخدام عقوبة الإعدام وعرض القوانين الحقنة المميتة. في 29 أغسطس، 1977, تكساس اعتمدت طريقة جديدة لتنفيذ، الحقنة المميتة إلى التحول من الصعق بالكهرباء. في 7 ديسمبر 1982، أصبحت تكساس أول ولاية تستخدم الحقنة المميتة لتنفيذ عقوبة الإعدام، لإعدام تشارلز بروكس جونيور
في جمهورية الصين الشعبية بدأ استخدام هذه الطريقة في عام 1997 غواتيمالا في عام 1998، والفلبين في عام 1999، تايلاند في عام 2003، و جمهورية الصين (تايوان) في عام 2005. فيتنام يقال الآن أنها تستخدم هذا الأسلوب. في الفلبين قد ألغت عقوبة الإعدام منذ.
ألمانيا النازية تستخدم الحقنة المميتة أكتيون تي4 باعتبارها واحدة من عدة طرق لتدمير ما تعتبره الحكومة النازية وتطلق عليه اسم «تدمير الحياة لمن لايستحقون الحياة».
وهكذا استخدمت الحقنة المميتة في حالات القتل الرحيم لتسهيل الموت الطوعي في المرضى الذين يعانون من ظروف مؤلمة محطمة أو مزمنة. وقد استخدم كل من تطبيقات دمج المخدرات المماثلة.
تصدير الأدوية لاستخدامها في الحقن القاتلة قد تم حظره من قبل الاتحاد الأوروبي (الاتحاد الأوروبي) في عام 2011، جنبا إلى جنب مع العناصر الأخرى بموجب لائحة الاتحاد الأوروبي لحظر التعذيب.